# Terrorangrebet i London 2005
7. juli 2005 blev der gennemført et større terrorangreb i London. Fire bombeeksplosioner i offentlige transportmidler – i undergrundsbanen og i en bus – blev registreret. Eksplosionerne i undergrundsbanen fandt alle tre sted omkring kl. 9:50 (8:50 lokal tid) inden for 50 sekunder, mens angrebet på bussen skete kl. 10:47 (9:47 lokal tid). Bomberne blev udløst af fire selvmordsbombemænd, de tre af pakistansk afstamning, men vokset op i Storbritannien. Den sidste var født på Jamaica.
- Den første eksplosion skete i undergrundsbanen mellem stationerne Liverpool Street og Aldgate East.
- Den anden eksplosion skete i undergrundsbanen mellem King's Cross St. Pancras og Russell Square.
- Den tredje eksplosion skete i undergrundsbanen ved Edgware Road.
- Den fjerde skete i en dobbeltdækkerbus i krydset mellem Tavistock Square og Woburn Square.

52 civile omkom og mere end 700 blev såret.
To uger senere, 21. juli 2005, blev undergrundsbanen igen ramt af fire bombeeksplosioner, men ingen blev dræbt denne gang.
Det menes, at det benyttede sprængstof var hydrogenperoxider som HPOM eller CHPX.

## Andre terrorangreb
- Terrorangrebet 11. marts 2004 i Madrid
- Terrorangrebet 11. september 2001 i New York City og mod Pentagon